# Luis David Adame
Luís David Adame Montoya (Aguascalientes, 7 de octubre de 1997) es un torero mexicano.

## Biografía
Luís David Adame nació en Aguascalientes el 7 de octubre de 1997 (25 años), sus hermanos son el matador de toros Joselito Adame y el novillero Alejandro Adame.
Fue alumno de la Escuela taurina Marcial Lalanda (Madrid).
En 2016 fue el novillero triunfador de la feria de San Isidro.

## Carrera profesional
Realizó su debut en público el 4 de noviembre de 2013 en Saint Sever cortando 2 orejas a un novillo de Pilar Población.
Debutó con picadores en Puebla de Sancho Pérez (Badajoz) el 16 de mayo de 2015 estando acartelado junto a Miguel Ángel Silva y David de Miranda con novillos de Hermanos Garzón.
Tomó la alternativa el 18 de septiembre de 2016 en Nimes con toros de Núñez del Cuvillo teniendo de padrino a Alejandro Talavante y de testigo a López Simón, salió por la puerta grande tras cortar una oreja a cada toro.
Confirma alternativa en México el 5 de febrero de 2017 con Morante de la Puebla de padrino y El Juli de testigo con toros de Xajay.
Confirma alternativa en Madrid el 29 de septiembre de 2017 con toros de Núñez de Cuvillo, teniendo de padrino a Sebastián Castella y de testigo a Paco Ureña.

### Estadísticas

#### Novillero con picadores
| Año  | Festejos | Reses lidiadas | Orejas | Rabos | Indultos |
| ---- | -------- | -------------- | ------ | ----- | -------- |
| 2015 | 17       | 33             | 33     | 2     | 0        |
| 2016 | 24       | 47             | 38     | 1     | 1        |

#### Matador de toros
| Año  | Festejos | Reses lidiadas | Orejas | Rabos | Indultos |
| ---- | -------- | -------------- | ------ | ----- | -------- |
| 2016 | 3        | 5              | 2      | 0     | 0        |
| 2017 | 38       | 76             | 47     | 1     | 1        |
| 2018 | 42       | 82             | 47     | 1     | 0        |
| 2019 | 37       | 75             | 45     | 1     | 0        |
| 2020 | 6        | 11             | 7      | 0     | 0        |